# Sport dans la métropole tourangelle
 (février 2017).

La métropole tourangelle possède de nombreux clubs de sport. Certains d'entre eux ont marqué le haut niveau comme par exemple le Tours Volley Ball ou le Tours Football Club.

## Disciplines

### Football
La métropole tourangelle possède un club de football anciennement professionnel : le Tours Football Club. L'équipe joue ses matchs à domicile au stade de la Vallée du Cher situé entre les communes de Saint Pierre des Corps et de Tours.
Le club est dirigé par Jean Marc Ettori depuis 2013. Le Tours FC évolue actuellement en National 3 et est entraîné par Nourredine El Ouardani depuis juin 2019.
Bref historique du club :
Le club a été fondé en 1919 sous le nom de l'AS Docks du Centre, mais il faut attendre 1951 pour que le club prenne le nom de Tours FC (FC Tours à l'époque). Pendant très longtemps, le club a évolué à un niveau amateur, dans les championnats régionaux (Division d'Honneur ou CFA). Il faut attendre la saison 1974-1975 pour voir le Tours FC en Division 2. Le joueur qui a joué le plus de matchs avec le Tours FC se nomme Armand Raimbault (356 matchs), le meilleur buteur du club est Pierre-Antoine Dossevi avec 92 buts.
- 1973-1974 : National[1]
- 1974-1980 : Ligue 2
- 1980-1983 : Ligue 1
- 1983-1984 : Ligue 2
- 1984-1985 : Ligue 1
- 1985-1988 : Ligue 2
- 1988-1989 : National
- 1989-1993 : Ligue 2
- 1998-2003 : CFA
- 2003-2006 : National
- 2006-2007 : Ligue 2
- 2007-2008 : National
- 2008-2018 : Ligue 2
- 2018-2019: National
- 2019-2021: National 3
- 2021-2022: Régional 1
- 2022-2023: National 3

Le Tours FC a obtenu à deux reprises le statut de club professionnel : en 1978 (qu'il conserve jusqu'en 1993 où ce statut est perdu à la suite d'une rétrogradation administrative en CFA), puis de 2006 à 2019.
Ultras :
- Turons 1951

Palmarès :
- Champion de France de Ligue 2 : 1984
- Vice-Champion de France de Ligue 2 : 1980
- Champion de France U19 : 2014[2].

#### Autres clubs
- FC Ouest Tourangeau, fondé en 2009
- Chambray FC (anciennement US Chambray), fondé en 2019

### Volley-Ball
La métropole tourangelle possède aussi un des meilleurs club de volley-ball de France : le Tours Volley Ball. Avec 9 titres de champion de France, 11 Coupes de France, 5 Supercoupes de France, le TVB possède l'un des plus beaux palmarès du volley-ball français. Au niveau européen, le Tours VB a remporté une Ligue des Champions en 2005 ainsi qu'une coupe de la CEV en 2017.
Celui-ci évolue actuellement en Ligue A et dispute lors de la saison 2016-2017 la coupe d’Europe de Volley-Ball (la coupe CEV). Le club évolue dans la salle Grenon dans le Palais des Sports de Tours, près du quartier tourangeau du Sanitas. Le Tours Volley Ball est sponsorisé par de nombreuses entreprises de la métropole (plus de 150 entreprises) ce qui permet au club d'avoir l'un des plus gros budgets du championnat.
Bref historique du club
Le Tours VB est un club assez récent puisqu'il a été créé en 1988, cependant en quelques années les palmarès du Tours VB est devenu l'un des plus importants du volley français.
- Depuis 1994 : Ligue A
- 1993-1994 : Ligue B
- 1992-1993 : Nationale 2

Le Tours Volley Ball possède le statut de club professionnel depuis la saison 1993-1994.
Autre équipe :
Le statut professionnel du Tours VB permet au club d'avoir un centre de formation, celui-ci évolue actuellement en Nationale 2. Le Tours VB possède aussi de nombreuses équipes de jeunes ainsi que des accords avec le Lycée Grandmont (Tours) et le collège Michelet (Tours) afin de pouvoir concilier formation sportive et formation scolaire.
Ultras:
- Les Int'nables

Palmarès :
- Ligue des Champions (1) : 2005
- Finaliste de la Ligue des Champions (1) : 2007
- Coupe de la CEV (1) : 2017
- Finaliste de la Coupe de la CEV (1) : 2022
- Championnat de France (9) : 2004, 2010, 2012, 2013, 2014, 2015, 2018, 2019, 2023
- Finaliste du Championnat de France (4) : 2003, 2006, 2011, 2022
- Coupe de France (11) : 2003, 2005, 2006, 2009, 2010, 2011, 2013, 2014, 2015, 2019, 2023
- Finaliste de la Coupe de France (4) : 2000, 2001, 2020, 2022
- Supercoupe de France (5) : 2005, 2012, 2014, 2015, 2023
- Finaliste de la Supercoupe de France (3) : 2004, 2006, 2013

### Handball
La métropole tourangelle possède un club de handball féminin de haut niveau : le Chambray Touraine Handball. Le club évolue dans le plus haut championnat de handball féminin : la Division 1 (LBE) . Le club évolue au gymnase de la Fontaine Blanche qui est situé à Chambray-Lès-Tours, au sud de la métropole tourangelle.
Le club est dirigé par Yves Guérin et entraîné par Mathieu Lanfranchi, ancien joueur professionnel, depuis la saison 2022-2023.
Bref historique du club
Le Chambray Touraine Handball est un club récent puisqu'il a été créé en 1994. De ce fait le club à pour l'instant très peu d'histoire.
- 2016-2017 : LFH
- 2010-2016 : Division 2
- 2009-2010 : Nationale 1
- 2008-2009 : Nationale 2

Le club est professionnel depuis la saison 2016-2017
Autres équipes:
Le Chambray Touraine Handball possède d'autres équipes évoluant à différents niveaux
Ultras
- Les Ultras du CTHB

Palmarès
- néant

### Hockey sur glace
Les Remparts de Tours sont le club de référence de la métropole. Fondé en 2010, après la disparition des Diables Noirs de Tours, le club évolue actuellement en Division 1. Il est présidé par Stéphane Raisin et entraîné par Frank Spinozzi.
Joué-les-Tours possède également son propre club : le Club Hockey Hérissons Jocondiens (CHHJ).